# Almost Here (album van The Academy Is...)
Almost Here is het eerste album van The Academy Is..., uitgebracht op 8 februari 2005 door Fueled by Ramen.
Het album heeft drie singles: Checkmarks, Slow Down (die via een stemming op website van de band gekozen waren) en The Phrase That Pays.

## Lijst van nummers
Alle liedjes zijn geschreven door Mike Carden en William Beckett, behalve Down and Out dat William Beckett in zijn eentje heeft geschreven. Alle songteksten zijn geschreven door William Beckett.
1. Attention – 2:53
2. Season – 3:34
3. Slow Down – 4:04
4. The Phrase That Pays – 3:17
5. Black Mamba – 2:46
6. Skeptics and True Believers – 2:54
7. Classifieds – 2:52
8. Checkmarks – 3:00
9. Down and Out – 4:30
10. Almost Here – 3:06

## Muzikanten
- William Beckett – zanger
- Mike Carden – gitarist
- Andy Mrotek – drummer
- Tom Conrad – ritmische gitarist
- Adam T. Siska – bassist